# Benedikt Welter
Benedikt Welter (* 1965 in Neuwied) ist ein deutscher römisch-katholischer Priester und Pfarrer.
Er studierte in den Städten Trier und Salzburg Katholische Theologie und Philosophie. Welter wurde 1991 zum Priester geweiht. 
Nach seinen Kaplansjahren in Saarbrücken-Dudweiler war Benedikt Welter Assistent des Deutschen Liturgischen Instituts in Trier. 
Ab 1996 war er Hochschulpfarrer der Katholischen Hochschulgemeinde Trier und ist seit 2005 Pfarrer in der Stadt Saarbrücken sowie seit 2010 Dechant des Dekanates in Saarbrücken.
Seit Anfang 2022 ist Welter Pfarrverwalter der Pfarreiengemeinschaft Heiligkreuz (Trier). Zudem ist er neuer Vorsitzender des Diözesan-Caritasverbandes (DiCV) Trier.
Seit dem 23. Januar 2016 ist er als Sprecher in der ARD-Sendung Das Wort zum Sonntag tätig.